# 電影版 搖曳露營△
《電影版 搖曳露營△》（日语：／ Eiga Yurukyan ?）是改編自Afro漫畫系列《搖曳露營》的日本動畫電影。該作由京極義昭執導、田中仁和伊藤睦美擔任編劇，C-Station和DeNA製作、松竹發行。作中，成年後的各務原撫子、志摩凜、大垣千明、犬山葵、齊藤惠那五人重聚，共同建造露營地。該作於2022年6月19日在東京提前上映，7月1日於日本全國上映。該作的原聲帶於2022年6月發行。

## 劇情
跨年前一晚，女高中生各務原撫子、志摩凜、大垣千明、犬山葵、齊藤惠那一起露營，期間討論了她們成年後再次齊聚露營的事項。數年過去，於山梨縣旅遊宣傳機構工作的千明，拜訪了現職名古屋雜誌編輯的凜。千明向凜提到她正規劃重建縣內一處廢棄設施，凜建議於該處建造露營地。隨後千明將凜帶至富士川，參觀了廢棄的富士川青年自然中心。撫子在收到千明的訊息後從東京趕來，三人於撫子家吃了螃蟹火鍋，而葵也趕到現場。千明向眾人說明了建造露營地的計畫，並連同不在場的惠那分配了每個人的工作。
自此她們開始剪除營地上的雜草和樹枝。當天傍晚，她們計畫了需要建造的設施，並討論了營地的營運理念。凜提出為其理念收集想法，因為她要去就讀高中時曾造訪的營地，並寫成雜誌文章。之後，千明的提案經她上司同意，露營地改造計畫就此開始，而計畫的期限為六個月。她們於年底的假期後開始動工，撫子和千明使用挖土機和割草機加快計畫的進行。整理營地後，她們於原處試露營，而惠那的狗，竹輪，向她們展示牠挖出來的彈狀碎片。
試露營後，千明通知她們因其碎片可能與土器有關，所以縣政府將對營地調查1－2週。調查後，千明告訴她們縣政府已經暫停她們的露營地計畫，並將把該處打造為遺址。後來她們決定重新設計露營地，並將遺址納入其中以吸引露營者，而此計畫獲縣政府批准。建造完成後，她們將該處命名為「藤川毬果露營場」。開幕當天，前往營地的遊客因沒有指示牌而迷路，而凜騎上機車為他們引路。當天晚上，她們看到遊客對露營地的喜愛後，決定之後於該處舉辦跨年露營。

## 配音員
- 花守由美里飾演各務原撫子：女性。於戶外用品店工作[8]。
- 東山奈央飾演志摩凜：女性。於名古屋的出版公司擔任城鎮資訊雜誌的編輯[8][9]。
- 原紗友里飾演大垣千明：女性。原就職東京活動組織公司，辭職後於山梨縣旅遊宣傳機構工作[8]。
- 豐崎愛生飾演犬山葵：女性。於山梨縣山梨市擔任小學教師[8]。
- 高橋李依飾演齊藤惠那：女性。於橫濱市的寵物沙龍店工作[8]。寵物狗名為竹輪[10]。

## 製作
2018年7月，製作人堀田翔一接受FURYU公司的邀請，負責電視動畫《搖曳露營△》第一季的續作，他隨後向動畫製作人丸亮二提出一個全新計畫，而其中包括一部電影。同年10月7日，《電影版 搖曳露營△》於琦玉縣舉辦的「搖曳露營△ 秘密社團Blanket入團說明會」（ゆるキャン△ 秘密結社ブランケット入団説明会）公佈。2021年4月1日，宣布分別由C-Station和DeNA負責該作的動畫和製作，並由松竹發行，隨後高橋李依於Twitter證實該消息並非愚人節玩笑。該消息中有由導演京極義昭繪製的視覺概念圖，圖中有各務原撫子和志摩凜，並附有一句話：「從今以後，我還是我。」（これからも、わたしだ。）。
2021年4月，《搖曳露營△》動畫官網宣布改編電影將由電視動畫的原班人馬製作，包括導演京極義昭、編劇田中仁和伊藤睦美、角色設計師佐佐木睦美等，其中該作是京極執導的第1部動畫電影。同年10月，宣布花守由美里、東山奈央、原紗友里、豐崎愛生、高橋李依將分別為5位主角撫子、凜、千明、葵、惠那配音。原作漫畫《搖曳露營△》作者Afro透露電影中的主角們會較原作「稍微年長一些」，並表示該作的劇本、設定和其他方面皆為從頭創作，而製作團隊於製作期間的每個階段都與他緊密合作。
京極指出他在看到電視動畫第1季最後一集中，撫子想像她們成年時的場景後，就希望看見更多主角們作為成年人的劇情:1。他原先打算讓她們使用較大的營地，或是於其他地點使用營地，但最後決定讓她們建造一個營地，因為「這是成年人可以做到的事情」:2。該作的主要場景取材自山梨縣身延町的Minobu自然之里露營場。據花守由美里所言，劇情開始的是時間點為原作的10年後，而京極表示作中角色的年齡約20多歲。
《電影版 搖曳露營△》的標誌於2022年3月公佈，當月也公佈了該作的其他製作人員，如藝術總監、音效指導等。同年6月公佈了配角的配音人員。東山奈央提到該作的標題使用了「電影」（映画）而非「劇場版」（劇場版），是因為要使觀眾將該作視為獨立的電影欣賞，而不只是有看過電視動畫的觀眾才能享受的電影。京極稱該作為「獨立的電影」，表示該作「不是電視動畫系列的延伸或拓展」。

### 音樂
2022年3月，消息指出立山秋航會為《電影版 搖曳露營△》作曲，他此前曾為《搖曳露營△》共2季和其外傳作品《房間露營△》作曲，而亞咲花和佐佐木惠梨也被指出分別演唱了該作片頭曲〈Sun Is Coming Up〉和片尾曲〈含羞草〉（ミモザ）。佐佐木表示她在收到花店老闆的含羞草花束後，將「含羞草」作為片尾曲的曲名，並於該花店拍攝音樂錄影帶。2022年6月29日，該作的原聲帶由MAGES.於日本發行。
| 《電影版 搖曳露營△》原聲帶 | 《電影版 搖曳露營△》原聲帶     | 《電影版 搖曳露營△》原聲帶 |
| 曲序                       | 曲目                           | 时长                       |
| -------------------------- | ------------------------------ | -------------------------- |
| 1.                         |                                | 3:02                       |
| 2.                         | Sun Is Coming Up (Movie Edit)  | 1:38                       |
| 3.                         | Solo Camp Girl=Office Girl（） | 2:30                       |
| 4.                         |                                | 2:58                       |
| 5.                         |                                | 0:23                       |
| 6.                         |                                | 0:57                       |
| 7.                         |                                | 2:31                       |
| 8.                         |                                | 2:41                       |
| 9.                         |                                | 2:55                       |
| 10.                        |                                | 0:40                       |
| 11.                        |                                | 2:12                       |
| 12.                        |                                | 0:57                       |
| 13.                        |                                | 0:28                       |
| 14.                        |                                | 1:24                       |
| 15.                        |                                | 2:12                       |
| 16.                        |                                | 2:29                       |
| 17.                        |                                | 2:21                       |
| 18.                        |                                | 2:01                       |
| 19.                        |                                | 1:15                       |
| 20.                        |                                | 2:44                       |
| 21.                        |                                | 1:00                       |
| 22.                        |                                | 1:56                       |
| 23.                        |                                | 1:05                       |
| 24.                        |                                | 1:20                       |
| 25.                        |                                | 1:05                       |
| 26.                        |                                | 1:51                       |
| 27.                        |                                | 2:14                       |
| 28.                        |                                | 0:58                       |
| 29.                        |                                | 1:40                       |
| 30.                        |                                | 1:11                       |
| 31.                        |                                | 1:27                       |
| 32.                        |                                | 2:50                       |
| 33.                        |                                | 0:30                       |
| 34.                        |                                | 2:39                       |
| 35.                        |                                | 0:48                       |
| 36.                        |                                | 2:14                       |
| 37.                        |                                | 1:52                       |
| 38.                        |                                | 2:37                       |
| 39.                        |                                | 0:42                       |
| 40.                        |                                | 0:47                       |
| 41.                        |                                | 1:38                       |
| 42.                        |                                | 2:06                       |
| 43.                        | Mimosa (Movie Edit)（）        | 4:31                       |
| 总时长：                   | 总时长：                       | 77:41                      |

## 上映
官方於2021年10月發表《電影版 搖曳露營△》的預告視覺圖，隔年1月發布宣傳片。官方也發表了以各角色日常生活為主題的視覺圖，先後為2022年1月的撫子和凜，2月的千明和葵及3月的惠那。同年3月，官方發布電影先導預告片和第二張視覺圖。5月發表主視覺圖，並公佈了上映限定特典，包括漫畫《搖曳露營△》第13.5卷，內含由Afro作畫的〈凛和撫子的伊奈湖春季露營〉（リンとなでしこの伊奈ヶ湖春キャンプ）、電影的角色原型設計圖、動畫系列的「紀念專輯」等，6月1日發表電影預告片。用作宣傳電影上映的行動餐車於6月19日在北海道開始巡迴，7月18日於山梨縣結束。

### 日本國內
《電影版 搖曳露營△》於2022年6月19日在東京新宿Piccadilly電影院提前上映，7月1日於全國121家電影院上映，8月26日增加26處上映地點。該作的杜比影院版本於9月30日在7家電影院上映。該作於11月4日在Amazon Prime Video發行。
該作上映首週的票房以3.5億日圓位列第三，次於《捍衛戰士：獨行俠》（7.6億日圓）和《巴斯光年》（3.8億日圓）。次週名次降至第六名，票房為1.21億日圓。第三週以票房7050萬排名第八，第四週票房為3399萬，排名第十。該作的票房於第八週時達10億日圓，是2022年第7部票房達10億日圓的日本動畫電影。截至2022年10月23日，該作在日本的票房為10.6億日圓。

### 其他地區
在台灣，由羚邦集團代理的該作於9月16日上映，總票房為新台幣763.1萬元。該作在香港於10月6日上映。該作於10月27日在韓國上映，票房為10.2萬美元。Crunchyroll於11月18日在紐約Anime NYC舉行該作在美國的首映會。同月24日，該作於Crunchyroll開放串流。

## 迴響

### 評價
該作於日本評論和調查公司Filmarks的「首日滿意度排名」（初日満足度ランキング）位列第3，評分為4.03/5（基於997條使用者評論）。
Netorabo的Hinataka認為該作超越了《捍衛戰士：獨行俠》，成為2022年最佳電影，並讚賞其精心編織的情節、趣味和喜劇的元素、「於大銀幕上看起來很棒」的製作、對工作場所的描寫等方面。《南華早報》的詹姆斯·馬什為該作打出4/5顆星，表示其觀影體驗有種無法否認的舒緩，就像「被降級至安詳的靜態狀態」，展現了逃離日常生活後的心滿意足。他也指出對於首次觀看該作的人，該作可能會像是「強迫推銷」（hard sell），因為該作除露營外並無其他重要情節。Crunchyroll的艾麗西亞·哈迪克認為該作對新人和長期粉絲而言都很容易接受，而作中展現了一段觸動人心的訊息，即「重新激起熱情，且永不忘記你愛的事物」。她發現作中的凜和撫子擁有「最多成長的時間」，而配角則被「推到一邊」。動畫新聞網的金·莫里西為該作打出「B」，表示該作對想看到更多角色的人而言非常好，因其在120分鐘的時長內慷慨地給出了一段柔和的冒險。他讚賞了該作樸素且細膩的寫作和表現效果，及電影中如何探討了作為成年人的責任，但他也批評簡單情節的部分佔用了過多時間。《大紀元》的蔡宜霖認為該作於動畫影集的基礎上創造新意，藉由展現主角們成年後的生活，使原作粉絲有不同於此前作品的體驗，並表示該作有「雅俗共賞」的特質。

### 獲獎紀錄
2022年12月，《電影版 搖曳露營△》於由粉絲票選的2023年東京動畫獎「動畫電影類別Top 20」排名第5名。同月，該作於安利美特「動畫電影Top 20」獲粉絲票選為第18名。

## 外部連結
- 官方网站 （日語）
- 互联网电影数据库（IMDb）上《電影版 搖曳露營△》的资料（英文）
- 豆瓣电影上《電影版 搖曳露營△》的資料 （简体中文）